# Паротія фойська
Паротія фойська (Parotia berlepschi) — вид горобцеподібних птахів родини дивоптахових (Paradisaeidae).

## Назва
Вид названо на честь німецького орнітолога Ганса фон Берлепша (1850—1915)..

## Поширення
Ендемік Нової Гвінеї. Тривалий час вид було відомо лише з чотирьох музейних зразків, в природі не траплявся. Жіночу особину виявив в кінці 1970-х років Джаред Даймонд в горах Фоджа. У грудні 2005 року міжнародна група з одинадцяти вчених з США, Австралії та Індонезії на чолі з орнітологом та віце-президентом Міжнародної організації з охорони природи Брюсом Білером вирушила у невивчені райони гір Фоджа, де заново відкрила вид.

## Опис
Птах середнього розміру, завдовжки до 25 см. Помітний чіткий статевий диморфізм. Самець має коричнево-чорнувате оперення, більш схильне до коричневого кольору на обличчі та животі та бронзовими металевими відтінками по всьому тілу. Груди зелені, лоб білуватий, а стегна білі. Самиці мають переважно коричневий колір, зі світлішим пір'ям грудей і живота, яке окантоване темно-коричневим кольором. Як і у всіх паротій, у самця є шість довгих лопатоподібних пір'їн відразу за вухами (по три з кожного боку), а також пера боків видовжені та модифіковані. У обох статей ноги і дзьоб чорні, а очі сіро-блакитні.

## Спосіб життя
Трапляєтьс поодинці. Живе під пологом лісу. Живиться переважно фруктами, в основному інжиром. Рідше поїдає комах і нектар. Розмноження цих птахів ще не спостерігалося.